# Estación de Heerbrugg
La estación de Heerbrugg es la principal estación ferroviaria de la localidad suiza de Heerbrugg, perteneciente a la comuna suiza de Au, en el Cantón de San Galo.

## Historia y ubicación
La estación de Heerbrugg fue inaugurada en 1858 con la apertura del tramo Rheineck - Sargans de la línea férrea Rorschach - Sargans por parte del Vereinigte Schweizerbahnen (VSB). La compañía VSB pasaría a ser absorbida por los SBB-CFF-FFS en 1902.
La estación se encuentra ubicada en el centro del núcleo urbano de Heerbrugg, situado en el sur de la comuna de Au, aunque por proximidad, también presta servicio a la comuna de Widnau. Cuenta con dos andenes, uno central y otro lateral a los que acceden dos vías pasantes, a las que hay que añadir una vía pasante más, varias vías toperas y una derivación a una industria.
En términos ferroviarios, la estación se sitúa en la línea Rorschach - Sargans. Sus dependencias ferroviarias colaterales son la estación de Au hacia Rorschach y la estación de Rebstein-Marbach en dirección Sargans.

## Servicios ferroviarios
Los servicios ferroviarios de esta estación están prestados por SBB-CFF-FFS:

### Regionales
- RE Rheintal Express San Galo - Rorschach - St. Margrethen - Altstätten - Buchs - Sargans - Bad Ragaz - Landquart - Chur.

### S-Bahn San Galo
En la estación efectúan parada los trenes de cercanías de una línea de la red S-Bahn San Galo, e inician o finalizan su trayecto los trenes de otra línea de la misma red, por lo que dispone de dos líneas de cercanías.
- S 1 Wil – Gossau – San Galo – Rorschach - St. Margrethen – Altstätten
- S 2 (Wattwil) – Herisau – San Galo – Rorschach - St. Margrethen – Heerbrugg